# Lygodactylus luteopicturatus
Lygodactylus luteopicturatus är en ödleart som beskrevs av  Pasteur 1964. Lygodactylus luteopicturatus ingår i släktet Lygodactylus och familjen geckoödlor.

## Underarter
Arten delas in i följande underarter:
- L. l. zanzibaritis
- L. l. luteopicturatus